# Republika Srpskas flagga

Republika Srpskas flagga.

Republika Srpskas flagga är flagga för entiteten Republika Srpska i Bosnien och Hercegovina. Republika Srpskas flagga är baserad på den serbiska trikoloren och tillika panslavistiska färgerna röd-vit-blå. Flaggan antogs den 28 februari 1992 av Republika Srpskas parlament.

## Bilder

Republika Srpskas flagga från 1995 till 2007.